# (20259) Alanhoffman
(20259) Alanhoffman (1998 FV10) – planetoida z pasa głównego asteroid okrążająca Słońce w ciągu 3,52 lat w średniej odległości 2,31 j.a. Odkryta 24 marca 1998 roku.